# Режим Лукашенка

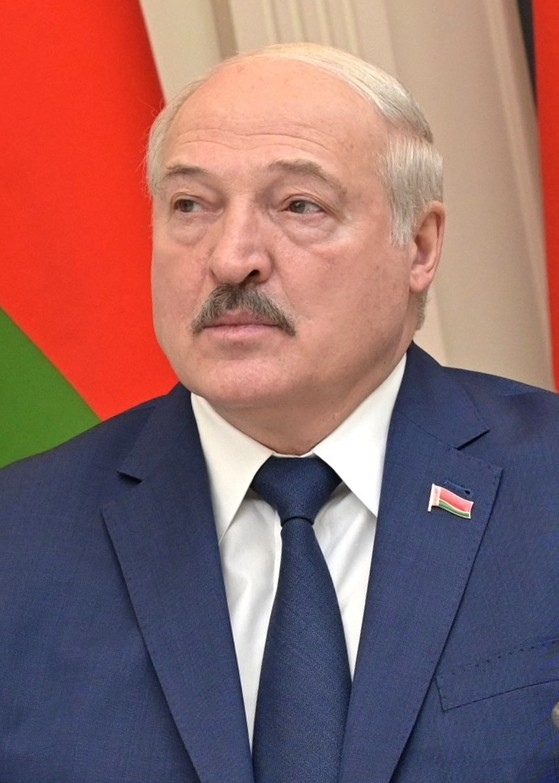
Олександр Лукашенко

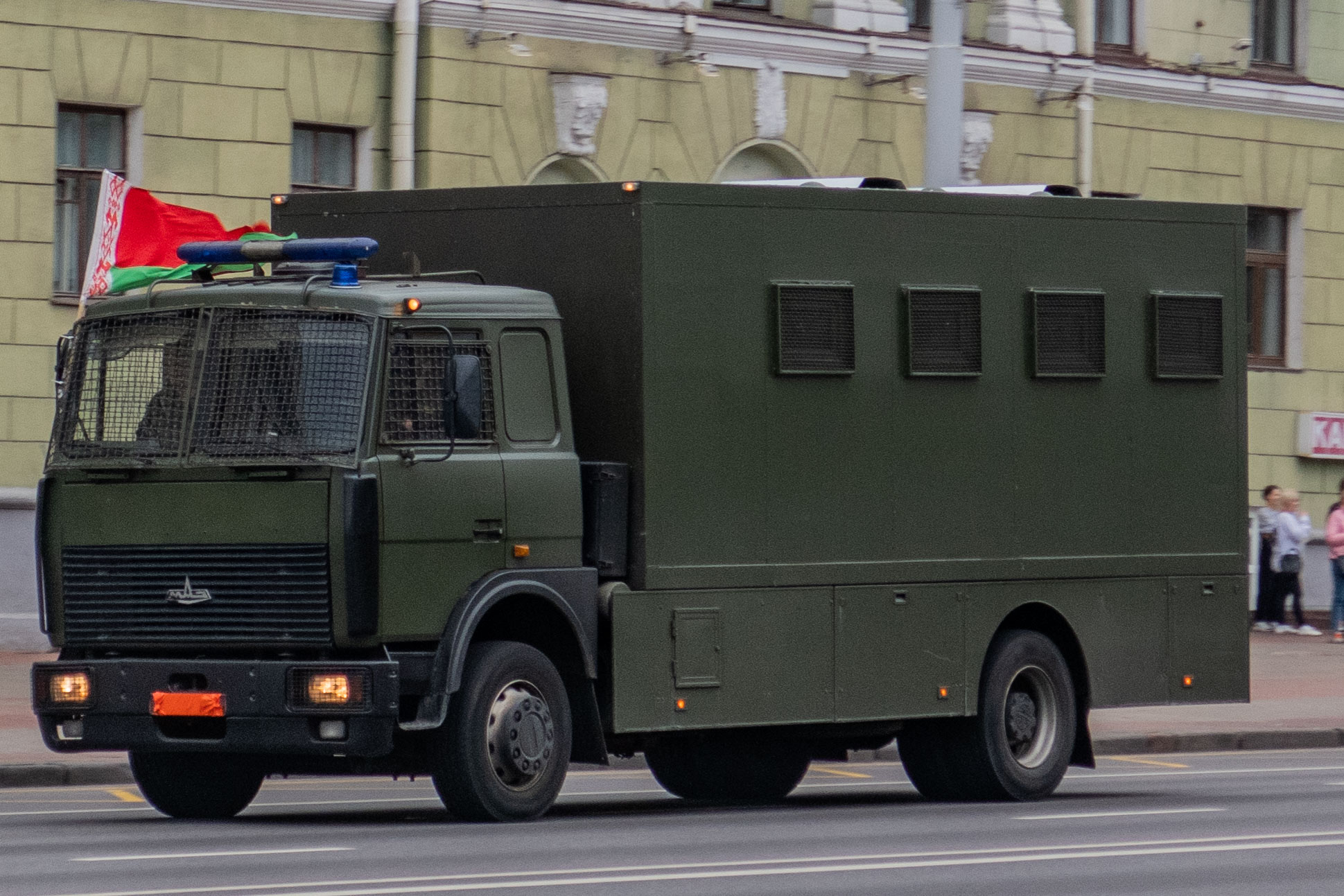
Автозак із прапором режиму Лукашенка під час спроби придушення білоруських протестів, 29 серпня 2020 року

|                                                                     |  |  |
| Прапор режиму Лукашенка (зліва) — модифікація прапора БРСР (справа) |  |  |

|                                                                 |  |  |
| Герб режиму Лукашенка (зліва) — модифікація гербу БРСР (справа) |  |  |

Режим Лукашенка — це авторитарний політичний режим у Республіці Білорусь, установлений проросійським президентом країни Олександром Лукашенком, який тримає владу шляхом фальсифікації виборів і тероризму білорусів за фінансової, військової та інформаційної підтримки Російської Федерації.

## Символіка
Символи режиму Лукашенка — модифікація символів Білоруської Радянської Соціалістичної Республіки за часів правління Йосипа Сталіна. Вони не мають нічого спільного з національною символікою білорусів — біло-червоно-білим прапором та емблемою Погоні — і пов'язані насамперед з особою Лукашенка. Автор модифікації — глава Лукашенкової адміністрації Леонід Синіцин, росіянин за національністю і прихильник приєднання Білорусі до Росії в його оточенні. Як пізніше Синіцин сказав білоруському депутатові Валентину Голубєву:
Річ не в геральдиці. Коли ви пам'ятаєте, чому треба було міняти символи, ясно, що чим гірші вони виявилися, тим краще. Бо її заміна була тільки провокаційною атакою, і то однією — разом з кількома ударами.
За словами Синіцина, роботу над новою символікою ведуть з 21 березня 1995 року, а ескізи прапора та герба депутати одержали 23 березня. За словами Сергія Навумчика, швидке (за два дні) створення запропонованих Лукашенко символів показало, що головною метою референдуму було не стільки введення якихось конкретних символів (що час від часу розглядалося до ліквідації Білорусі), як знищення державного білого прапора і герба Погоні.
Указом від 12 червня 1995 року Лукашенко фактично встановив символи свого режиму як офіційні державні символи Білорусі. Формальною причиною цього стало офіційне оголошення результатів референдуму 14 травня 1995, яке відзначено невідповідністю Конституції та законодавству країни, порушенням закону та фальсифікацією результатів голосування:
- Червоно-зелений прапор — колоніальний прапор режиму Лукашенка[10]. Це тканина у співвідношенні 1:2, розділена горизонтально на червону та зелену смуги у співвідношенні 2:1 відповідно. Уздовж вирізу — орнамент, червоний на білому тлі. Модифікація прапора БССР за проєктом художника Миколи Гусєва, вихідця з Владимирської губернії Росії, який 1940 року створив плакат «Хай живе сталінська конституція переможного соціалізму та справжньої демократії», а в 1941—1944 роках намалював портрети офіцерам Третього рейху та Гітлера.
- Офіційний герб — колоніальний герб режиму Лукашенка. Це зелений контур території Білорусі в золотих променях сонця над земною кулею. Над обрисом — червона зірка, ліворуч і праворуч обрис оточує вінок із золотистих колосків, переплетених з квітами конюшини та льону. Колоски загортають стрічки в кольори червоно-зеленого прапора, внизу стрічки золотий напис «Рэспубліка Беларусь». Модифікація герба БРСР за зразком радянського герба Росії та затверджена під час кульмінації сталінських репресій 1938 року[11].

2020 року, під час спроб придушення білоруських протестів проти фальсифікацій на виборах, насильства та беззаконня, прихильників символів режиму Лукашенка як офіційних символів Білорусі відзначено діями, що дискредитували цю символіку. Серед іншого були випадки катувань (побиття неповнолітніх, вживання кийків спецназу в горло та задній прохід) під офіційним гімном — що так само модифікація сталінського гімну БРСР.
24 травня 2021 року мер Риги Мартіньш Стакіс разом з міністром МЗС Латвії Едгарсом Рінкевичсом замінив червоно-зелений прапор національним білоруським біло-червоно-білим прапором на Погоню на одній з площ, пояснивши так: «Прапор, що символізує державний тероризм, недоречний у міському середовищі Риги».

## Історія

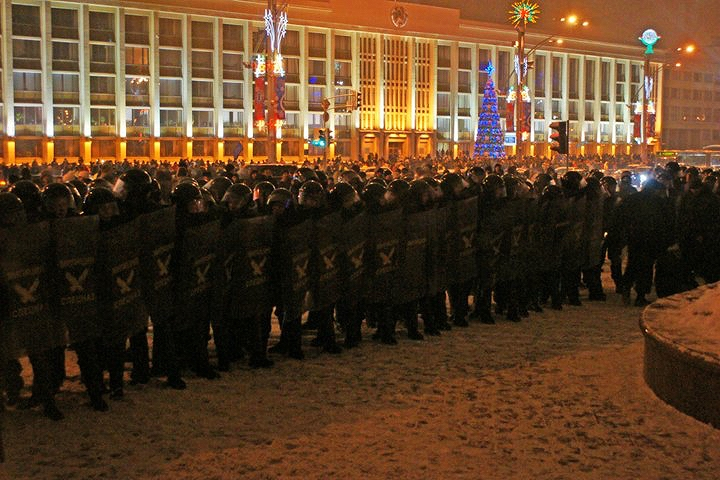
«Зачистка» правоохоронцями площі Незалежності в Мінську, 2010

На думку дослідників, Білорусь звернулася до авторитаризму 1994 року після обрання Лукашенка президентом. Одначе крах білоруської парламентської системи та суворе встановлення диктатури в країні відбулися в ніч з 11 на 12 квітня 1995 року, коли правоохоронці побили та вивели з Парламенту 19 опозиційних депутатів під час їхнього голодування, порушивши конституцію та закони. Народний письменник Білорусі Василь Биков визначив ці події наступним чином: «Те, що сталося останніми днями, є не що інше, як прелюдія до нацистського перевороту, коли група людей чинить кровопролиття у стінах парламенту і захоплює усю владу в країні».
Влітку 1996 року 70 депутатів Верховної Ради Республіки Білорусь 13-го скликання підписали імпічмент Президента через його порушення Конституції Білорусі. У відповідь Лукашенко порушив Конституцію та закон «Про народний голос (референдум) у Республіці Білорусь», 24 листопада 1996 року він провів черговий референдум, за офіційно оголошеними результатами якого розформував парламент Білорусі та сформував цілком контрольовані ним Національні збори, які формально стали найвищим законодавчим органом Білорусі. У той же час, опозицію цілком витіснено з телебачення і радіо, а опозиційні газети не мали права видаватися. Прем'єр-міністр Білорусі, ще два міністри та сім суддів Конституційного суду подали у відставку на знак протесту. Через ці дії США та Європейський Союз відмовились визнати легітимність референдуму. Тим часом, Лукашенко зосередив владу в своїх руках, посиливши спецслужби, зокрема КДБ.
У квітні 1998 року Лукашенко створив т. зв. «Союзну державу Росії та Білорусі». Російська влада активно підтримує авторитарний режим у Білорусі з часів політичної кризи 1996 року, коли Лукашенко зумів уникнути імпічменту та одержати абсолютну владу в країні.
У 1999—2000 роках викрадено відомих противників режиму Лукашенка (передбачувані вбивства): колишній міністр внутрішніх справ Білорусі Юрій Захаренко (7 травня 1999), Колишній голова Центральної виборчої комісії Віктор Гончар та його друг-бізнесмен Анатолій Красовський (16 вересня 1999), колишній персональний оператор Лукашенка Дмитро Завадський (7 липня 2000).
У 2006 році стали прикметні такі особливості режиму Лукашенка:
- Витіснення опозиційних сил з офіційної політичної системи;
- Придушення громадянського суспільства через прийняття репресивних законів;
- Руйнування національної ідентичності білорусів через насильницьку русифікацію;

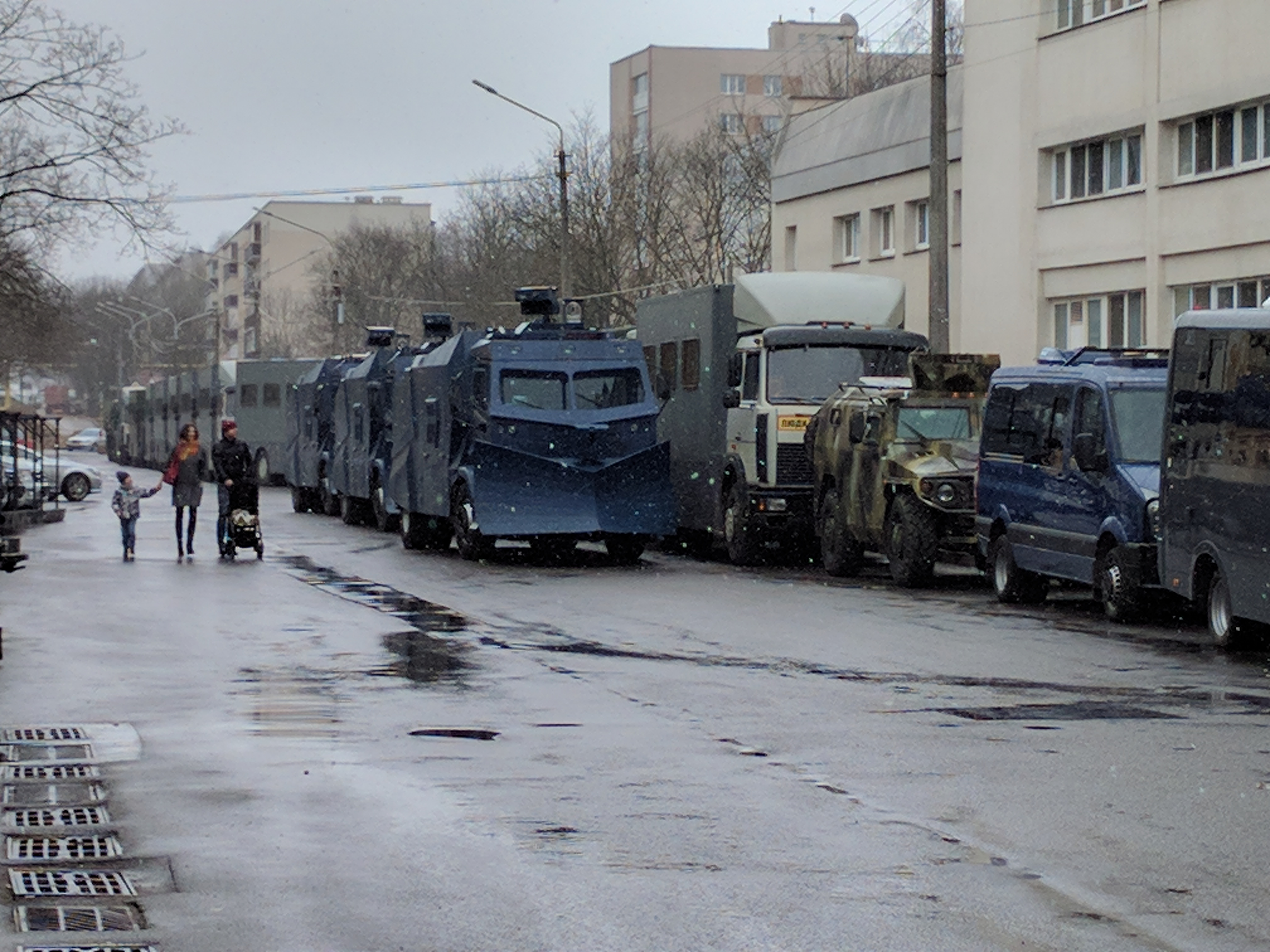
Спецтехніка режиму Лукашенка в Мінську для придушення Дня Волі, 2017 рік

- Спецтехніка режиму Лукашенка в Мінську для придушення Дня Волі, 2017 рікПослаблення приватного сектору економіки з повним контролем над судовою системою;
- Контроль незалежних ЗМІ;
- Пропаганда;
- Створення міфу про ворогів довкола.

Уже в 1995 році режим Лукашенка став уживати відкрите насильство проти мирних протестувальників, а надто під час розгону протестів проти фальсифікації президентських виборів 2010 року, коли затримано понад 600 людей (деяких побито та 30 засуджено), розгону учасників святкування Дня Волі у 2017 році, коли затримано понад 700 людей (деяких жорстоко побито).

### 2020

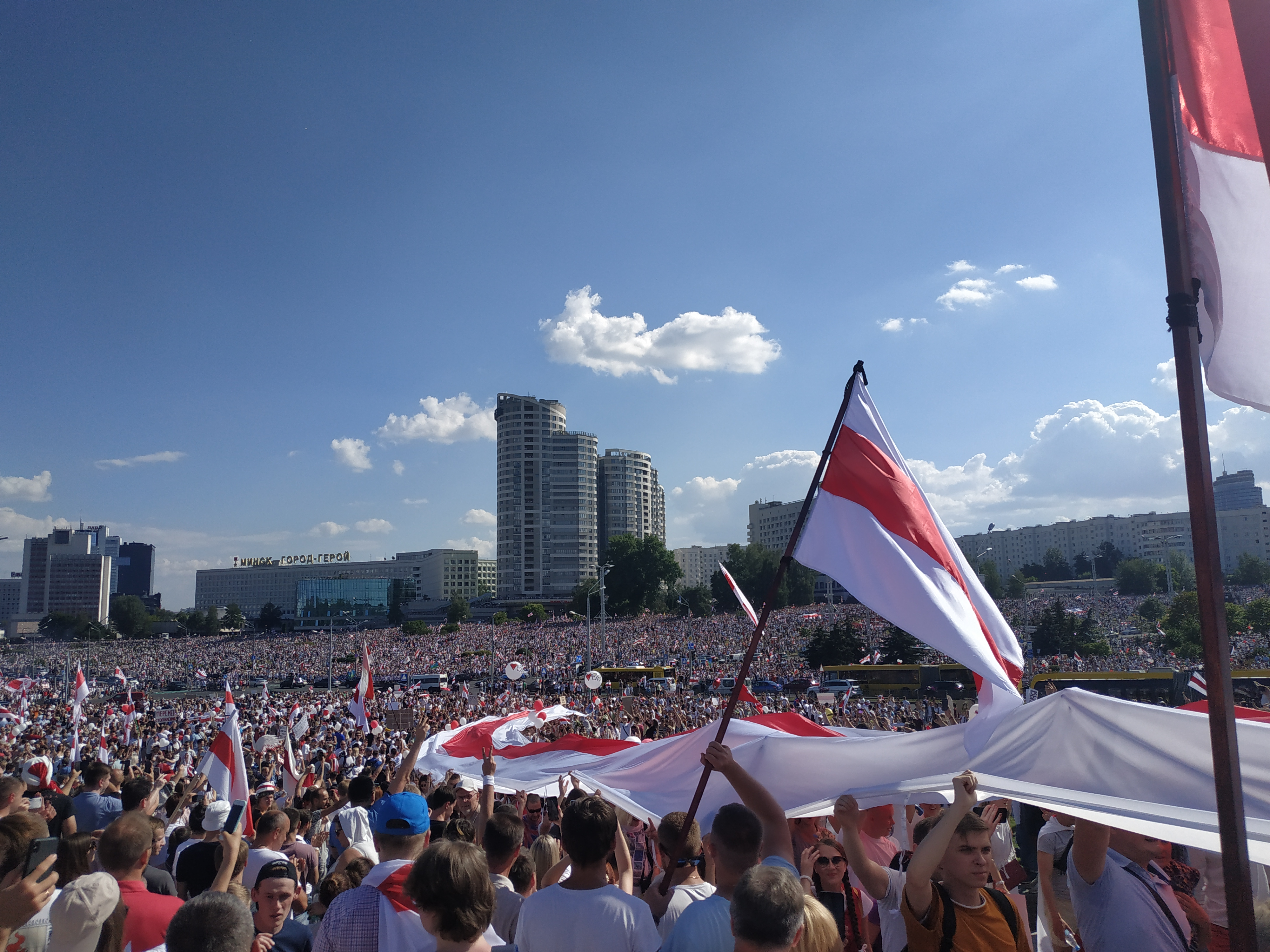
300-тисячний мітинг проти фальсифікацій на виборах, насильства та беззаконня. Мінськ, 16 серпня 2020

2020 року, придушивши масові акції протесту проти фальсифікацій президентських виборів, насильство режиму Лукашенка до білоруських громадян вийшло на принципово новий рівень із вбивствами та масовим катуванням, а масштаби репресій у країні наблизилися до сталінського терору. З серпня 2020 року режим Лукашенка наближається до військової хунти, яка тримає владу шляхом насильства та терору з боку силового блоку проти власних громадян. У вересні 2020 року білоруський політик Зенон Позняк описав режим Лукашенка як російський антибілоруський фашизм (расизм), який використовує типово фашистські окупаційні методи репресій проти мирного білоруського населення. Він зазначає, що система проросійського фашизму в Білорусі подібна до системи фашизму Беніто Муссоліні в Італії. У репресіях проти білорусів режим Лукашенка не покладається на закони, він діє за правилами окупаційної війни. Водночас Лукашенко взяв політичний приклад у Гітлера, про якого він говорив ще в 1995 році:
Ведь немецкий порядок формировался веками. При Гитлере это формирование достигло наивысшей точки. Это то, что соответствует нашему пониманию президентской республики и роли в ней президента.

Інтерв'ю Лукашенка з Маркусом Ціннером, кореспондентом газети Handelsblatt, листопад 1995 року
У листопаді 2020 року понад 200 білоруських освітян засвідчили в колективній заяві, що політика Лукашенка наближається до фашистської. У той же час під час придушення протестів у 2020—2021 роках відзначено дії режиму Лукашенка, порівнявши з діями нацистсько-німецької влади:
- Спроби створити концентраційні табори в серпні 2020 року для примусового переселення протестувальників.
- Публічні заклики пропагандистів режиму «остаточно вирішити проблему» з протестами білорусів за одну ніч (Ніч довгих ножів)[24].
- Кваліфікація силами безпеки розбивання вікон речами (сніжинками, шторами) у кольори національної символіки білорусів як «висловлення думки», а не злочину (Кришталева ніч)[25].
- Заклики офіційних державних ЗМІ щодо «наведення порядку в країні» за нацистськими німецькими стандартами (як позитивний приклад наводиться те,  як нацистів виводили з поїзда, а жінку та її внучку, які не мали квитків, розстрілювали перед усі пасажири).
- Офіційні державні ЗМІ називали протестувальників «тваринами», щоб знелюднити їх, щоб виправдати катування та вбивства[24].

### 2021
У березні міліціянти режиму Лукашенка (прокуратура Гродна) заборонили виставу, що засуджує фашизм та нацизм, на прикладі Голокосту, оскільки побачили аналогії із ситуацією в Білорусі.
17 квітня ФСБ Росії заявила, що допомогла запобігти поваленню режиму Лукашенка «за встановленим сценарієм» кольорових революцій «залучаючи місцевих та українських націоналістів». 21 квітня президент РФ Путін згадував Білорусь у контексті спроби повалення режиму Лукашенка як контрольовану Росією територію, на якій Росія визначатиме, що було переворотом, а що ні.
26 лютого силовики затримали понад два десятки літніх (пенсіонерок) жінок за приватне читання білоруських книжок в електричці (твори Янки Купали, Володимира Караткевича, Василь Биков та інших відомих білоруських письменників). За час перебування у слідчому ізоляторі до офіційного судового розгляду відбувалися тортури (утримання в неналежних умовах при низьких температурах, без матраців, ковдр, їжі). Деяких із затриманих оштрафували на кілька пенсій, а деяких — до штрафу. 21 квітня міліціянти затримали та незабаром засудили 15-річного Адама Шпаковського на 15 днів ув'язнення. Офіційною причиною проникнення в квартиру та її обшуку стала скарга сусідів, в якій нібито про пенсіонера було написано, що «він дістав усіх своєю білоруською мовою». 2 травня 2021 року жительку Мінська затримали та засудили за штори з білоруськими національними орнаментами на вікнах її квартири.
21 квітня Парламентська асамблея Ради Європи прийняла дві резолюції щодо ситуації в Білорусі. У резолюції «Порушення прав людини в Білорусі вимагають міжнародного розслідування» підкреслюється, що «мирні акції протесту після фальсифікацій президентських виборів 9 серпня 2020 року жорстоко придушено режимом Лукашенка, а багатьох протестувальників заарештовано та піддано тортурам». У резолюції зазначається, що особи, причетні до таких порушень прав людини, не переслідувались у Білорусі. У резолюції «Нагальна потреба в реформуванні виборчої системи в Білорусі» зазначається, що виборча система в Білорусі «стала основним чинником поточної політичної, економічної та кризи прав людини».
У відповідь на протести в Білорусі (з 2020) навесні 2021 року Національні збори режиму Лукашенка прийняли зміни до законів про ЗМІ, масові заходи, протидію екстремізмові, правоохоронну діяльність, Кодекс про адміністративні правопорушення та Кримінальний кодекс. На думку експертів, пакет нормативно-правових актів, засуджений Комітетом захисту журналістів, додатково пригнічує свободу слова та право на поширення інформації. За словами голови Білоруської асоціації журналістів Андрія Бастунця, поправки внесено для того, щоб узаконити репресивну практику щодо засобів масової інформації, яка широко застосовується з 2020 року, нехтуючи конституцією та міжнародними договорами. Експерти зазначають, що багато формулювань законів навмисно розмиті, тому практично будь-яку непопулярну публікацію можна кваліфікувати як порушення, наприклад, нанесення шкоди національним інтересам. Водночас те, що становить «національний інтерес», визначається чиновниками, які ототожнюють це з інтересами збереження режиму Лукашенка. Зокрема, фактично забороняється стримування несанкціонованих дій (хоча санкції на них від опонентів режиму неможливо одержати). За будь-яку критику влади, автор ризикує бути поставленим перед судом за статтею «про дискредитацію Республіки Білорусь» і отримати до чотирьох років в'язниці. З 2020 року блокування соціально-політичних сайтів («Naviny.by», «Салідарнасць», «Єврорадіо» та десятки інших) набуло широкого поширення, що суттєво вплинуло на їхній трафік та доходи від реклами.
23 травня режим Лукашенка за допомогою військового винищувача МіГ-29 перехопив пасажирський рейс Ryanair 4978 і затримав білоруського журналіста Романа Протасевича, який летів з Афін до Вільнюса. За словами прем'єр-міністра Польщі Матеуша Мазовецького, «викрадення цивільного літака — безпрецедентний акт державного тероризму, який не може залишитися безкарним».
За даними Amnesty International, міліціянти режиму займаються переслідуваннями лікарів за надання першої допомоги учасним протестів.
19 червня представники Білорусі, призначені режимом Лукашенка, були єдиними, які проголосували проти резолюції ООН, що закликала припинити постачання зброї в М'янму, де після державного перевороту військові вбили понад 800 учасників протестів.